# Helicops gomesi
Helicops gomesi — вид змій родини полозових (Colubridae). Ендемік Бразилії. Вид названий на честь бразильського герпетолога Жоау Гомеша.

## Поширення і екологія
Helicops gomesi мешкають на південному сході Бразилії, в штатах Гояс, Мату-Гросу-ду-Сул, Мінас-Жерайс, Парана і Сан-Паулу. Вони живуть в атлантичних лісах і саванах серрадо, де трапляються поблизу водойм. Живляться рибою і земноводними. Відкладають яйця, в кдадці від 7 до 22 яєць.